# Saxonia Tangermünde
Der FSV Saxonia Tangermünde ist ein deutscher Fußballverein aus Tangermünde im Landkreis Stendal. Heimstätte des etwa 200 Mitglieder zählenden Vereines ist das Stadion am Wäldchen.

## 1. FC Saxonia 07
Saxonia Tangermünde wurde im Jahr 1907 unter der Bezeichnung 1. FC Saxonia 07 gegründet. Der Verein agierte Mitte der Zwanziger Jahre in der Gauliga Altmark, wo er in der Spielzeit 1927/28 die Dominanz von Viktoria Stendal und Singer Wittenberge durchbrechen konnte und die Meisterschaft errang. In der anschließenden Mitteldeutschen Meisterschaft waren die Altmärker gegen große Vereine wie den Dresdner SC chancenlos und schieden frühzeitig aus. Für die 1933 eingeführte Gauliga Mitte konnte sich Tangermünde nicht qualifizieren und scheiterte 1937 nur knapp am Aufstieg. Aufgrund der Direktive Nr. 23 des Alliierten Kontrollrats der Besatzungsmächte musste der Verein im Laufe des Jahres 1945 aufgelöst werden.

## Empor/Saxonia Tangermünde
Als Ersatz für den 1. FC wurde noch 1945 die SG Tangermünde neu gegründet. Bereits 1951 erfolgte eine Umbenennung in SG Roter Adler Tangermünde. Mit der Gründung der Sportvereinigung Empor als Vereinigung aller Sportgemeinschaften mit Trägerbetrieben aus dem Bereich Handel und Lebensmittelwirtschaft wurde 1951 anstelle der SG die BSG Empor Tangermünde gegründet. 1964 gelang Empor der erstmalige Aufstieg in die Bezirksliga Magdeburg, in der sich Tangermünde nach mehreren Abstiegen erst 1975 etablieren konnte. 1983 gewann die BSG etwas überraschend die Meisterschaft im Bezirk Magdeburg und stieg in die DDR-Liga auf. Die Zweitligasaison begann mit einem Sieg über den Aufstiegskandidaten Chemie Böhlen zwar verheißungsvoll, mit lediglich zehn Saisonpunkten war Tangermünde letztlich aber chancenlos. 1989 stieg Tangermünde in die Bezirksklasse ab, meldete sich aber 1991 unter dem historischen Namen Saxonia in der Verbandsliga Sachsen-Anhalt zurück, in der 1995 mit der Vizemeisterschaft hinter dem VfL Halle 1896 der Aufstieg in die Oberliga Nordost verpasst wurde. 1999 stiegen die Altmärker aus der Verbandsliga ab. Saxonia Tangermünde pendelte dann viele Jahre ausnahmslos zwischen Landesliga und Landesklasse. Im Jahr 2022 gelang dann wieder der Aufstieg in die Verbandsliga.

## Statistik
- Gewinn der Meisterschaft Gauliga Altmark: 1927/28
- Teilnahme DDR-Liga: 1983/84
- Ewige Tabelle der DDR-Liga: Rang 187

## Personen
- Der 131-fache DDR-Oberligaspieler des 1. FC Magdeburg Rolf Döbbelin begann bei Empor Tangermünde als Jugendlicher seine Fußball-Laufbahn, bevor er 1967 nach Magdeburg ging.
- Als Empor Tangermünde 1983/84 in der DDR-Liga spielte, wurde die Mannschaft vom Spielertrainer Reiner Wiedemann betreut. Dieser hatte vorher 147 Oberligaspiele für den 1. FC Magdeburg bestritten und von 1968 bis 1974 für Lok Stendal gespielt.